# نابینا (فیلم ۲۰۲۳)
نابینا (به انگلیسی: Blind) فیلمی هندی محصول سال ۲۰۲۳ و به کارگردانی شومه ماخیجا است. در این فیلم بازیگرانی همچون سونام کاپور، پوراب کهلی، وینای پاتاک و لیلیت دوبی ایفای نقش کرده‌اند.